# FN's liste over ikke-selvstyrende områder
FN's liste over ikke selvstyrende områder er en liste over områder som ikke styrer sig selv, udarbejdet af FN's komite for afkolonialisering. Kun områder med permanent bebyggelse er på listen.
FN lægger vægt på at listen handler om områder som er havnet under andre lande i kolonitiden. Dermed er Vestsahara ikke kun inkluderet fordi det er besat af Marokko, men fordi det er en tidligere spansk koloni.

## Listen

### Afrika
- Vestsahara (det meste besat af Marokko, resten administreret af den sahariske arabiske demokratiske republik)

### AtlanterhavetogKaribien
- Anguilla (britisk oversøisk territorium)
- Bermuda (britisk oversøisk territorium)
- Cayman-øerne (britisk oversøisk territorium)
- U.S. Virgin Islands (amerikansk øområde)
- De Britiske Jomfruøer (britisk oversøisk territorium)
- Falklandsøerne (britisk oversøisk territorium, som Argentina gør krav på)
- Montserrat (britisk oversøisk territorium)
- Sankt Helena (britisk oversøisk territorium)
- Turks- og Caicosøerne (britisk oversøisk territorium)

### Europa
- Gibraltar (britisk oversøisk territorium, som Spanien gør krav på)

### StillehavetogIndiske Ocean
- Amerikansk Samoa (amerikansk øområde)
- Guam (amerikansk øområde)
- Ny Kaledonien (fransk oversøisk territorium)
- Pitcairnøerne (britisk oversøisk territorium)
- Tokelau (New Zealandsk oversøisk territorium)[1]